# Giancarlo Gloder
Giancarlo Giovanni Gloder (Gallio, 10 maggio 1945) è un ex pattinatore di velocità su ghiaccio italiano.

## Biografia
Nato nel 1945 a Gallio, in provincia di Vicenza, a 22 anni ha partecipato ai Giochi olimpici di Grenoble 1968, in tre gare: 1500 m, nei quali è arrivato 32º con il tempo di 2'13"2, 5000 m, dove si è piazzato 18º in 7'54"5 e 10000 m, nei quali ha terminato al 24º posto con il crono di 17'03"2. 
4 anni dopo ha preso parte alle sue seconde Olimpiadi, quelle di Sapporo 1972, sempre nelle stesse tre gare, terminando 27º con il tempo di 2'14"07 nei 1500 m, 15º in 7'55"77 nei 5000 m e 17º in 16'21"42 nei 10000 m.
Ha partecipato a 6 edizioni degli Europei Allround, ottenendo un 20º nel 1969 come miglior piazzamento e 2 volte ai Mondiali completi, arrivando 16º nel 1971.
Ha chiuso la carriera nel 1975, a 30 anni.